# Todor Gečevski
Todor Gečevski (in macedone Тодор Гечевски?; Kavadarci, 28 agosto 1977) è un ex cestista macedone.

## Carriera
Con la Macedonia ha disputato quattro edizioni dei Campionati europei (1999, 2009, 2011, 2013).

## Palmarès

### Squadra
- Campionato croato: 2

Zadar: 2004-05, 2007-08
- Coppa di Macedonia: 6

MZT Skopje: 1996, 1997, 1999
Gostivar: 2001, 2002
Rabotnički Skopje: 2005
- Coppa di Croazia: 3

Zadar: 2005, 2006, 2007

### Individuale
- All-ULEB Eurocup First Team: 1

Zadar: 2008-09